# Dinoszaurusz-logika
A Dinoszaurusz-logika (Think Like a Dinosaur) James Patrick Kelly science fiction-elbeszélése, amely 1996-ban elnyerte a Hugo-díjat a rövid kisregény (novelette) kategóriában, valamint jelölt volt a Nebula-díjra is. A mű magyarul a Fényévek című antológiában jelent meg, 1997-ben. Az elbeszélést 2001-ben azonos címmel, a Végtelen határok sorozat egyik epizódjaként adaptálták filmre.

## Cselekmény
|  | Alább a cselekmény részletei következnek! |

2069-ben vagyunk, a Tuulen űrállomáson. Az elbeszélő, Michael Burr a hanen nevű, külső megjelenésükben a dinoszauruszokra emlékeztető, de fejlettségben messze az emberiség előtt járó földönkívüli lények által üzemeltetett transzmitter-berendezésnél dolgozik. Az a feladata, hogy a csillagközi távolságokat átszelni kívánó emberi lények, az „utazók” átvitelét lebonyolítsa. A transzfer során az utazó testét letapogatják, az információt fénynél gyorsabb jel formájában egy féreglyukon át elküldik a célállomásra, majd ott elemi részecskékből összerakják, a Tuulen Állomáson visszamaradó testet pedig megsemmisítik, mielőtt visszanyerné az öntudatát. A hanen gondolkodásmód (innen a mű címe) nem enged meg semmiféle érzelgősséget e kérdésben: nem maradhat két példány ugyanabból a személyből, a világegyetem mérlegét egyensúlyba kell hozni.
Kamala Shastri esetében azonban nem várt bonyodalom lép fel. Műszaki hiba miatt Michael megszakítja az átvitelt, és kiengedi a fiatal női utazót a letapogatóból. Csak miután elbeszélgetett vele, akkor derül ki, hogy az átvitel mégis lezajlott, és neki meg kell semmisítenie Kamala itt maradt példányát, akire most már nem tud másként tekinteni, mint érző emberi lényre. Ha pedig ő nem teszi meg, megteszik helyette a „dinók”, hogy helyreállítsák a mérleg egyensúlyát, ráadásul valószínűleg véget vetnek az emberiség további csillagközi utazásainak is.
A novella Michael és Kamala szinte meghitté váló kapcsolatának kialakulását helyezi a középpontba, valamint a rettenetes erkölcsi dilemmát, amellyel a férfi önhibáján kívül kénytelen szembesülni.